# Kyōto Teramachi Sanjō no Holmes
Kyōto Teramachi Sanjō no Holmes (jap. 京都寺町三条のホームズ) ist eine Romanreihe von Mai Mochizuki. Sie erscheint seit 2015 in Japan und wurde als Manga und Anime adaptiert. Die Light Novel ist in das Genre Romantische Komödie einzuordnen. Der Anime wurde international als Holmes of Kyoto bekannt.

## Handlung
Nachdem die Oberschülerin Aoi Mashiro (真城 葵) nach Kyōto umgezogen ist, kommt sie dort zufällig in den Antiquitätenladen Kura, in dem der Student Kiyotaka Yagashira (家頭 清貴) arbeitet. Dessen Familie gehört der Laden und Kiyotaka hat sich bereits den Ruf erarbeitet, ein besonders gutes Auge für Antiquitäten zu haben – aber auch für andere Details seiner Umgebung oder seiner Mitmenschen – und wird daher Holmes von Kyoto genannt. Er erkennt, dass auch Aoi einen guten Instinkt bei Antiquitäten hat und stellt sie als Aushilfe ein. Von da an begleitet Aoi Kiyotaka bei dessen Aufträgen, Antiquitäten zu bewerten und manchmal auch, andere Rätsel zu lösen.

## Buchveröffentlichungen
Die Romanreihe erscheint seit April 2015 bei Futabasha. Bisher erschienen 10 Bände. 2016 wurde die Reihe mit dem Kyoto Book Grand Prix ausgezeichnet. Im Dezember 2017 startete im Magazin Gekkan Action, ebenfalls bei Futabasha, eine Mangaserie zu den Romanen. Sie wurde umgesetzt von Ichiha Akizuki und umfasst bisher zwei Sammelbände. Eine englische Übersetzung des Mangas wurde online von Crunchyroll veröffentlicht.

## Animeserie
2018 entstand bei Studio Seven eine Adaption als Anime. Regie führte Noriyoshi Sasaki und Hauptautor war Kenichi Yamashita. Für das Charakterdesign war Yōsuke Itō verantwortlich. Vom 10. Juli bis 25. September 2018 nach Mitternacht (und damit am vorigen Fernsehtag) wurde die Serie von den Sendern TV Tokyo, TV Ōsaka in Japan erstausgestrahlt, sowie mit bis zu vier Tagen Versatz auch auf TV Aichi, BS Japan und AT-X. Parallel wurde sie international von Crunchyroll veröffentlicht, unter anderem mit deutschen und englischen Untertiteln.

### Synchronisation
| Rolle              | japanischer Sprecher (Seiyū) |
| ------------------ | ---------------------------- |
| Kiyotaka Yagashira | Kaito Ishikawa               |
| Aoi Mashiro        | Miyu Tomita                  |
| Akihito Kajiwara   | Ryōhei Kimura                |
| Enshō              | Kōji Yusa                    |

### Musik
Der Vorspann der Serie wurde unterlegt mit dem Lied Koi ni Saku Nazo, Harahara to. (恋に咲く謎、はらはらと) von AŌP. Für den Abspann verwendete man das Lied Sasameyuki (細雪) der Wagakki Band.